# 667 هـ
667 هـ هي سنة في التقويم الهجري امتدت مقابلةً في التقويم الميلادي بين سنتي 1268 و1269.

## مواليد
- شهاب الدين النويري

## وفيات
- ابن اللبودي
- بابا أفضل الكاشاني